# اچ‌ام‌اس ونگارد (۱۷۸۷)
اچ‌ام‌اس ونگارد (۱۷۸۷) (به انگلیسی: HMS Vanguard (1787)) یک کشتی بود که طول آن ۱۶۸ فوت (۵۱ متر) بود. این کشتی در سال ۱۷۸۷ ساخته شد.